# História da odontologia
A história da odontologia dividida em cinco partes.

## 1º período: da pré-história até o ano 30
O ambiente de trabalho está intimamente ligado aos tempos e ao grau de desenvolvimento da época em que a atividade é exercida. Uma vez que o próprio homem iniciou a sua existência ao livre, e foi aí também que tiveram início as suas primeiras ocupações, seus ofícios, ou melhor, suas profissões, termo que naquele momento, seria demasiadamente pretensioso e até mesmo inexato. Isto ocorreu também na Odontologia.
Quando voltamos ao passado em busca das origens da Odontologia, não encontramos a linguagem direta e efetiva de antigos textos remontando os longínquos séculos; por dedução, quem nos fala são as pedras, as inscrições gravadas, que foram despertas pelas escavações. A escrita inventada pelos Sumérios, no início de estilo pictográfico e depois cuneiforme, feita em tábuas de argila cozida que se conservaram com o passar dos séculos, foi a fase inicial do processo de civilização que aí começava a realizar-se e mediante a qual a humanidade entrava na história. Posteriormente, a escrita cuneiforme foi substituída pela Arameia, cujo alfabeto, tomado dos fenícios, escrevia-se a tinta em pergaminho ou em papiro. Achados
arqueológicos dão conta que, em 2 750 a.C., já se procedera procedimentos cirúrgicos; em uma mandíbula.
A perda de dentes era incomum, nas sociedades do período paleolítico (pré-agrícola): o desenvolvimento da agricultura, há cerca de 10 mil anos, está correlacionado com um aumento na incidência de cavidades (infiltrações bacterianas) nos dentes. Na Itália, foi encontrado um dente infectado que foi parcialmente polido com ferramentas de pederneira. Esse dente tem entre 13.820 e 14.160 anos e representa a mais antiga evidência de prática odontológica já encontrada, embora um estudo de 2017 sugira que há 130 mil anos os neandertais já utilizavam ferramentas odontológicas rudimentares.

### Costumes religioso
Segundo os antigos, o sol curava todas as enfermidades, inclusive as afecções dentárias. Na Igreja Católica, Santa Apolônia é a santa venerada para as dores dentárias, uma virgem cristã martirizada no século III (249) em Alexandria de quem se conta foram quebrados todos os dentes com pedras afiadas durante o reinado de Filipe, o Árabe. Conta a tradição cristã que Santa Apolônia, em meio a seu suplício, pediu a Deus que todos os que sofressem de dores dentárias e invocassem seu nome teriam dores intermitentes acalmadas.

## 2º período: Odontologia da Idade média e os Árabes

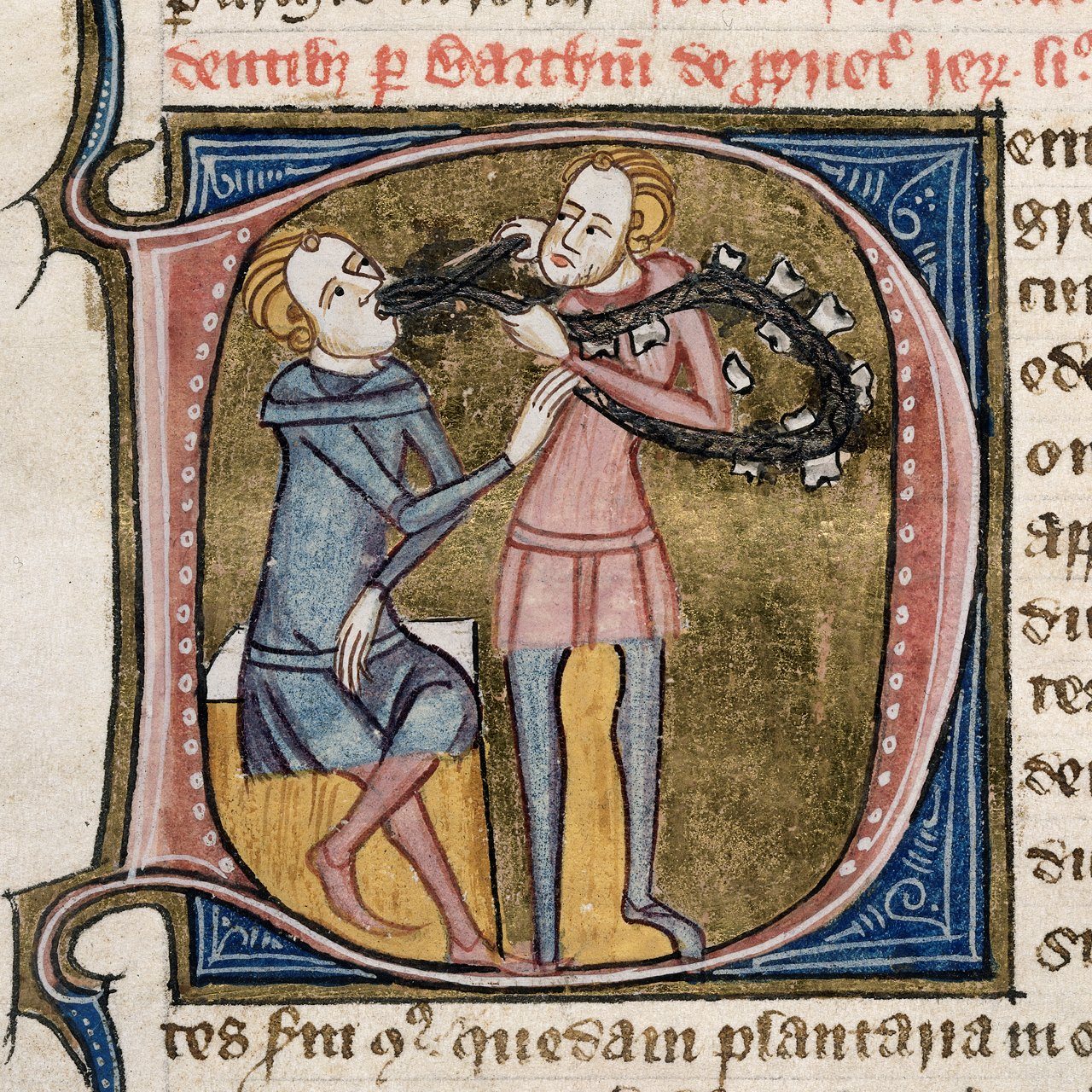
Um dentista com prata fórceps e um colar de grandes dentes, a extração dos dentes de um homem sentado. (Inglaterra (Londres), 1360-1375 Linguagem: latim.

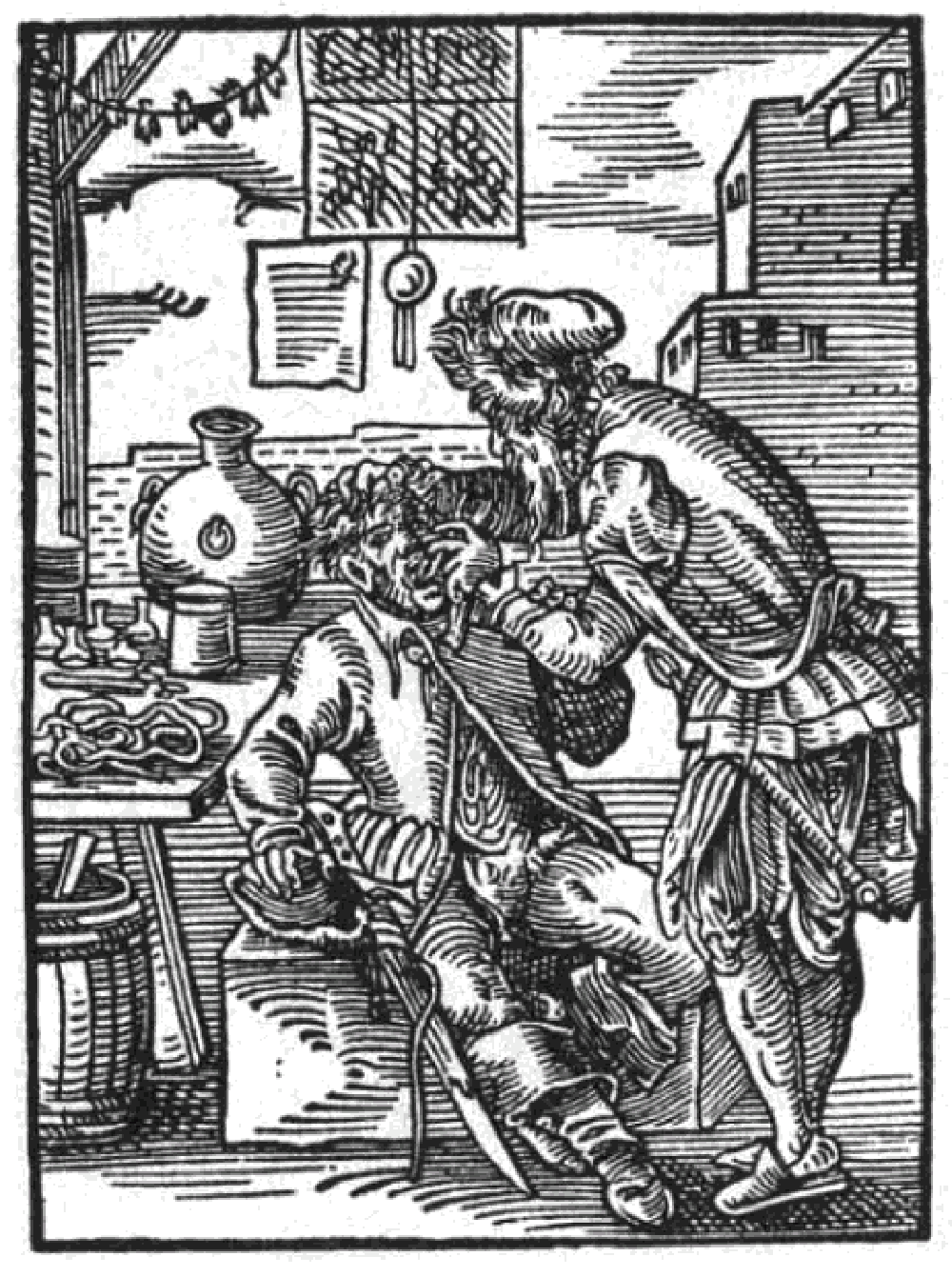
Um dentista em 1568.

Guy de Chauliac, cirurgião-dentista em Avinhão, introduziu a primeira vez a o termo "dentista", e adotou a ligadura intermaxilar nas fraturas; recomendava que fossem os "dentistas" a remover os dentes. O manuscrito médico inglês mais antigo foi o "Guy de Chauliac's surgery".
A figura dos "tiradentes"  continua típica até 1700, trabalhando nas praças dos mercados, uma multidão de curiosos e um público que não é difícil adivinhar, ou seja, do tipo animado, caloroso, e sonoro.
Três tipos de fórceps podem ser distinguidos na história da evolução dos mesmos: um remotíssimo, que não se adaptava ao colo do dente pela ausência de adaptação anatômica de suas garras; um intermediário esquecido e suplantado por outros instrumentos; e mais recente, anatômico, coincidindo com o renascimento da Odontologia em seu todo. A verdadeira ressurreição da Odontologia identifica-se em 1700. O segundo tipo evidentemente foi inspirado na tenaz comum: as garras são abertas em anel com as pontas em justaposição, sendo utilizado durante séculos, com poucas modificações, nas obras de Walter Hermann Ryff (Strasburg, 1545), Jacques Guillemeau (França, 1594), Peter Lowe (1597); tipo idêntico ao Guillemeau, Johannes Scultetus (Alemanha, 1646), etc. O terceiro, inicialmente de forma reta, para as raízes e fragmentos dentários, cuja derivação é patente de Abulcasis, repete a comparação deste com o bico da cegonha.

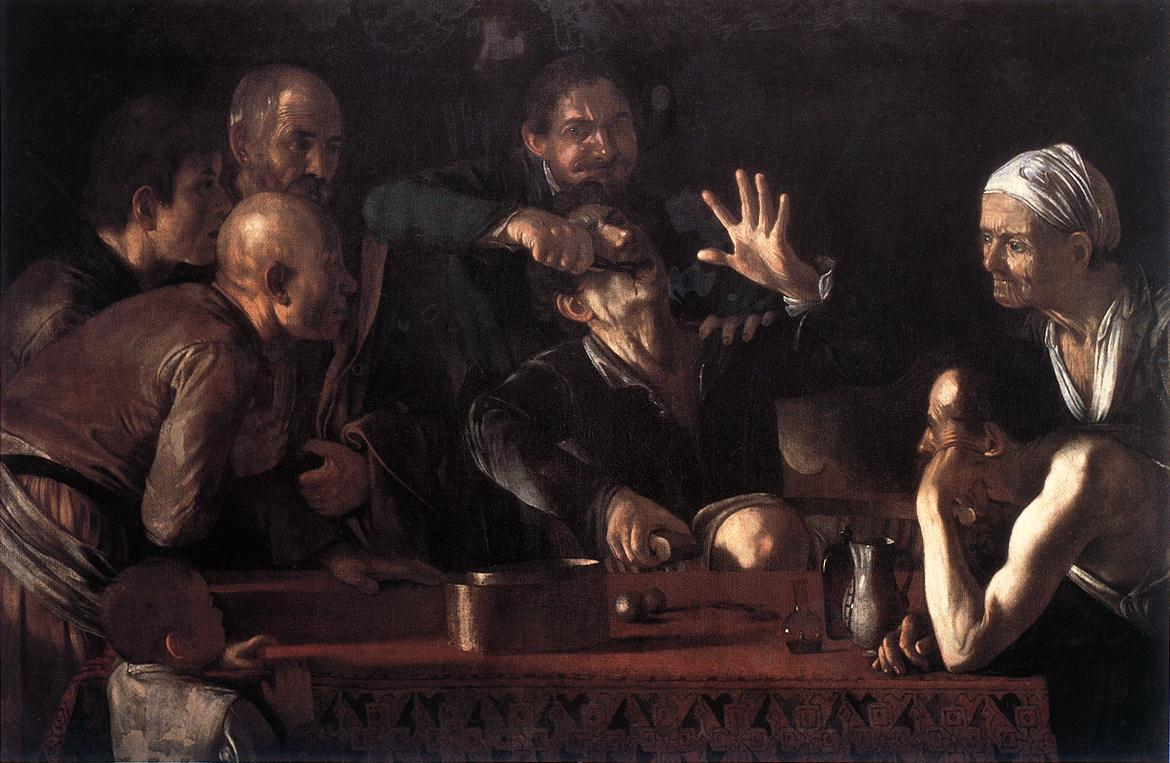
Caravaggio (1571-1610).

Em torno de 1700 a exodontia enriqueceu-se de novos instrumentos, pela pouca praticidade dos botições que, desprovidos de garras anatômicas, frequentemente provocavam fratura das coroas dentárias. O "pelicano" foi denominado e descrito por Giovanni d'Arcoli (1450 - 1524). Tal instrumento não correspondia de forma adequada, e enormes eram os perigos da exodontia. Ambroise Paré (1510 - 1590) afirmou que: "verdadeiramente é preciso ser muito hábil no emprego destes pelicanos, porque se não se sabe bem ajeitar-se, fácil é errar chegando a puxar fora ca boca três dentes de uma vez, deixando no lugar o cariado do doente. Segundo Weinberger, em 1542 Ambroise Paré relembrou o antigo método da compressão do tronco do nervo para produzir anestesia local e menciona transplante, obturação e fixação dos dentes com  ouro. O "pelicano" foi o primeiro fórceps, definido por Casotti como "o mais formidável, emotivo instrumento da antiga cirurgia dentária, esquisito e fantástico", que por quatro séculos, isto é, até 1800 dominou as extrações dentárias. As características morfológicas do "pelicano" são: 
- constituído por uma haste metálica principal, que de um lado funciona como cabo e no outro extremo termina em uma parte redonda e entalhada, com função de apoio.
- O instrumento é horizontal, adquirindo a forma de "y" quando aberto.
- A parte redonda e entalhada era apoiada vestibularmente sobre o maxilar (revestido por uma pele ou tecido), ou dois dentes mesialmente àquele a ser extraído, aplicando-se o gancho neste dente, contra o colo; com o apoio e fulcro na porção redonda aplicava-se um enérgico golpeem direção mesial sobre o cabo, impedindo o gancho para fora, levando o dente consigo.

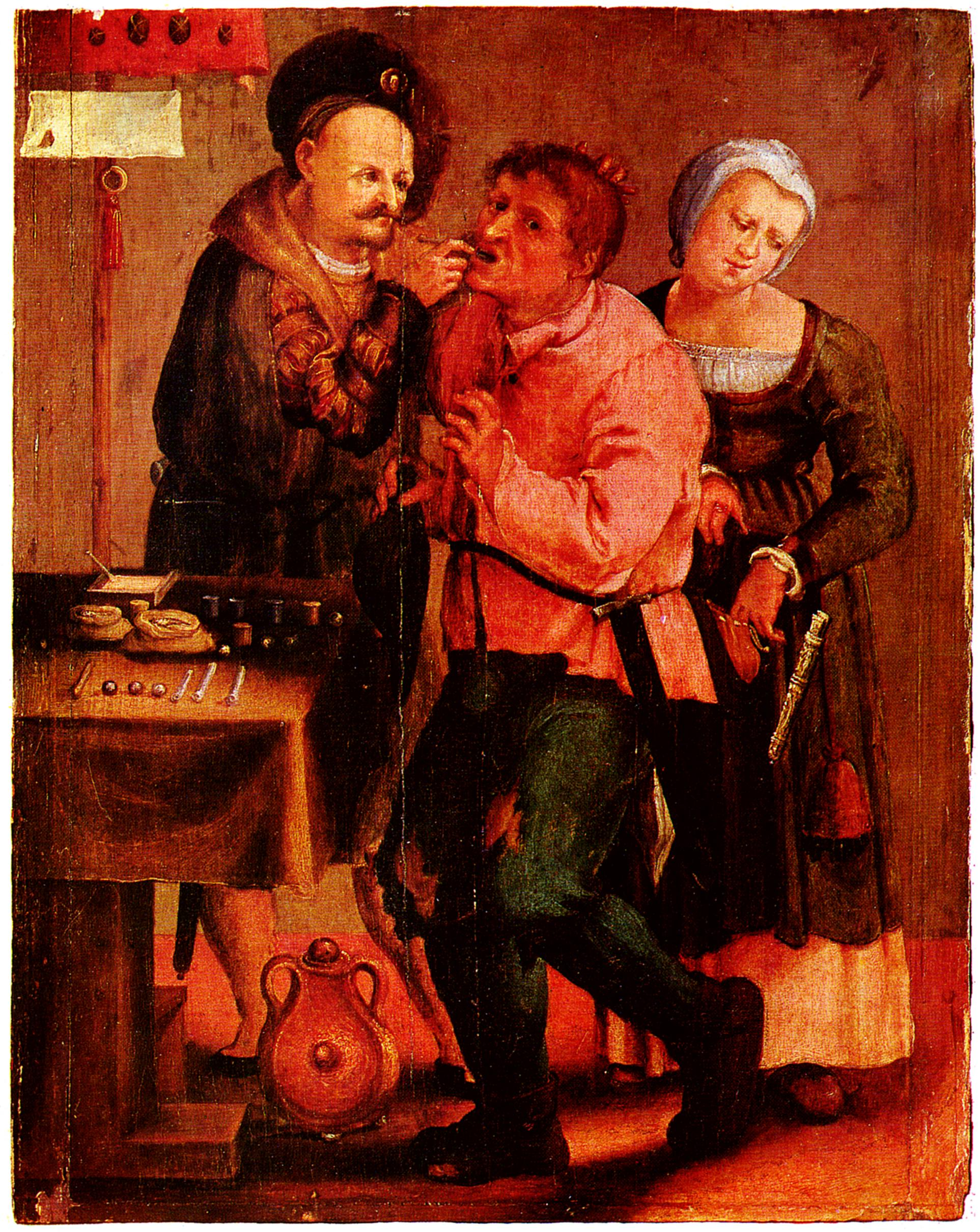
Agricultor no dentista, Johann Liss, c. 1616-17.

Como característica principal do "pelicano" e da técnica de utilização é que o apoio - fulcro não era realizado no mesmo dente a ser extraído e por isso a movimentação do braço o obviamente era horizontal. As primeiras modificações ocorreram na parte redonda, tornando-a semi-lunar convexa, entalhada ou obtusa; posteriormente com: Francisco Martinez (Espanha, 1557) e Woodal (1617) semilunar côncava entalhada, Ferrara (1627) semilunar côncava com três pontas, René J. C. de Garengeor (França, 1725) semilunar lisa, e assim por diante.
Como tentativa em relação ao aperfeiçoamento do "pelicano" procurava-se simplificá-lo para torná-lo mais prático. Assim, Giovanni Andre Della Croce (1514 - 1575), ilustre cirurgião de Veneza dedicou-se particularmente ao instrumental cirúrgico, deixando-nos em sua obra "Chirugia universalis opus absolutum" (1596), considerada texto clássico, a descrição pormenorizada do instrumental contemporâneo e daquele introdutório por ele; neste tratado surge pela primeira vez um "pelicano" extremamente simplificado. Este instrumento, diretamente derivado do "pelicano" é o protótipo do famoso "levriero" que foi utilizado juntamente com o "pelicano" durante vários séculos, constituindo a forma intermediária da passagem para a "chave inglesa" ou "chave de Garengeot".

## 3º período: De Fauchard à descoberta do trépano a pedal - 1728 a 1871
Claude Mouton, em 1746, publicou o primeiro trabalho relacionado à prótese, descrevendo a confecção de faceta em ouro para esmalte em dentes anteriores, e o uso de grampos para próteses parciais
Em 1754, Lecluse idealizou uma alavanca especial para extração dos terceiros molares inferiores.
A profissão evoluiu em vários setores, sendo que em 1756, Philip Pfaff publicou o primeiro livro da Odontologia alemã, onde ensinava o preparo de modelos de gesso, após a moldagem, para confecção da prótese dentária; esse profissional praticou o capeamento pulpar. Próximo ao final do século, surgiu uma inovação, a dos dentes em porcelana.
Em 1788 Nicolas Dubois De Chémant, removendo uma prótese construída com dentes humanos sobre uma base de hipopótamo, observou um cheiro insuportável que contaminou todo o ambiente; assim teve a ideia de confeccionar uma prótese com material inalterável, embora encontrasse dificuldade  pela contração da porcelana durante o cozimento. Em 1794, John Greenwood começou a usar a primeira coroa de porcelana, e em 1840 apareceram as primeiras coroas de porcelana a pino, para montar sobre a raiz.
Difundindo-se costume do atendimento na residência do dentista, logo surgiram os primeiros consultórios montados com certa funcionalidade e racionalismo. 
A definição do consultório coincidiu com as primeiras cadeiras expressamente fabricadas para esta finalidade. A mais antiga, talvez em todo o mundo, foi  a utilizada nos Estados Unidos por Josiah Flagg, de 1790 a 1812. Além de fixo e almofadado para a cabeça, possuía duas gavetas para os instrumentos, sob o assento e sob o apoio de braços do lado direito; era inteiramente de nogueira, e a iluminação provinda da janela, em cuja direção estava colocada a cadeira. Esse profissional começou a praticar a Odontologia em Boston, em 1783.
Em 1810, temos poltronas mais confortáveis com uma bandeja acoplada.
As técnicas e métodos de higienização sofreram modificações ao longo do tempo, sendo que podemos encontrar atualmente uma infinidade de escovas, dentifrícios, fios e fitas dentais. além de outros meios auxiliares de higiene bucal, com cada característica e indicações próprias a cada paciente.

## 4º período: Do trépano a pedal à Alta-rotação - 1871 a 1956
Em 1872 a S. S. White Company colocou no mercado o primeiro motor elétrico, que havia sido inventado por Geoge Green, abrindo caminho para um grande desenvolvimento em todos os países. Apenas no final de 1800 C. Edmund Kells introduziu a eletricidade em seu consultório.
Embora a primeira cadeira odontológica totalmente metálica tenha sido fabricada em 1871, ainda em 1884 a história nos mostra cadeira e armário em madeira.
Após a descoberta de Koller em 1884, da anestesia tópica da cocaína, a anestesia local foi pouco substituída a anestesia geral em Odontologia, dando início à anestesia local contemporânea, utilizando a procaína.
Em 1892 surgiu uma cadeira odontológica completamente inovadora, a de Wilkerson, cujos movimentos antes realizados por manivelas passaram a ser feitos por alavancas.
Devido à necessidade de manter o paciente com a boca aberta por longo períodos de tempo, especialmente nas restaurações com ouro e nos tratamentos endodônticos, devido ao emprego do dique de borracha, idealizou-se um aparelho para sucção de saliva, acionado pela passagem de corrente de água, este tornou possível o moderno sugador de saliva, que foi finalmente introduzido em 1882.

## 5º período: As especialidades - Prevenção, Implante, Odontologia Social - 1956 a 2000
Em 1956, o sueco Ivor Norlén patenteou nos Estados Unidos a turbina a ar, que atingia velocidade de 70.000 rpm. A peça de mão de Page-Chayes, introduzida em 1958, foi a primeira peça angulada para funcionar com sucesso acima de 10.000 rpm. A S. S. White Company introduziu o Borden Airotor, em 1957, a primeira peça de mão a ar de sucesso clínico que atingia a velocidade de 300.000 rpm. Desde então, as peças de mão sofreram ligeiras modificações, com todos os novos modelos utilizando uma pequena turbina dirigida diretamente por ar comprimido. Um pequeno mas significante ocorreu na década de 1970 quando, através da utilização dos componentes de fibra ótica construídos no interior da peça de mão, a luz poderia ser colocada na área de trabalho (boca do paciente).
A década de 1960 introduziu a variante do trabalho sentado, com algumas modificações na cadeira odontológica, porém o paciente continuava reclinado na mesma. Em 1970 surgiram os novos conceitos de "design" dos consultórios odontológicos americanos; em função do tipo de trabalho do profissional do tipo de equipamento que pretende e necessita utilizar, como também da característica  da construção.
A prática das profissões da saúde foi orientada desde o início, no sentido do diagnóstico e tratamento das enfermidades. A expressão "arte de curar", frequentemente atribuída à profissão médica, traduz bem a orientação "curativa" com que a profissão surgiu. Passou-se a utilizar o termo como Medicina Preventiva, em oposição à curativa. Também em Odontologia usamos as expressões preventivas e curativas. Em gênese, a Odontologia teve a orientação predominantemente curativa e reparadora. Aos poucos, as ideias e princípios básicos de Odontologia Preventiva foram incorporados e recebem ênfase nos cursos de formação profissional. Porém, existe uma só Odontologia: a melhor que puder ser praticada num dado momento da evolução da doença. Prevenção e tratamento formam um todo contínuo. O tratamento oportuno e eficiente é uma forma de prevenir complicações e sequelas. O conceito amplo de prevenção é o único compatível com uma prática profissional de padrão elevado, seja clínica particular, seja em serviços público.
Como a placa bacteriana é responsável pela instalação da cárie e doença periodontal, torna-as imperioso conhecer os métodos de controle da mesma, promovendo-se prevenção dessas doenças. É muito importante que as pessoas leigas conheçam como essas doenças se instalam e evoluem, para que sintam-se motivadas a controlá-las. Os profissionais devem conhecer e utilizar medidas e substâncias preventivas. Assim sendo, é necessário estabelecer técnicas de higienização adequadas a cada paciente, uma dieta controlada e balanceada, e a utilização de flúor e selantes.